# Cerastium pedunculatum
Cerastium pedunculatum är en nejlikväxtart som beskrevs av Jean François Aimée Gottlieb Philippe Gaudin. Cerastium pedunculatum ingår i släktet arvar, och familjen nejlikväxter. Inga underarter finns listade i Catalogue of Life.